# Orphan Black
Orphan Black – kanadyjski serial science-fiction, stworzony przez scenarzystę Graeme’a Mansona i reżysera Johna Fawcetta. Główną rolę odgrywa Tatiana Maslany, wcielając się w kilka identycznych kobiet, będących klonami. Fabuła skupia się na postaci Sarah Manning, która poznaje tożsamość jednego ze swoich klonów – Elizabeth Childs, będąc świadkiem jej samobójstwa. Serial porusza kwestie moralne i etyczne związane z klonowaniem człowieka i jego wpływu na osobowość ludzką. Pierwszy odcinek miał premierę 29 marca 2013 roku na Wonder Con w Anaheim w Kalifornii.
Pierwszy sezon składający się z 10 odcinków zadebiutował 30 marca 2013 na kanale Space w Kanadzie i na BBC America w USA. 2 maja 2013 został zaplanowany drugi sezon, który wyemitowano 19 kwietnia 2014. W dniu 17 czerwca 2016 BBC America poinformowała o zamówieniu piątego i ostatniego jednocześnie sezonu.
Scenariusz do odcinka By Means Which Have Never Yet Been Tried otrzymał nagrodę Hugo w kategorii najlepsza prezentacja dramatyczna (krótka forma) w 2015 roku. W 2016 roku Tatiana Maslany zdobyła nagrodę Emmy za rolę w tym serialu w kategorii najlepsza aktorka pierwszoplanowa w serialu dramatycznym.
W Polsce serial był dostępny za pośrednictwem platformy Netflix do sierpnia 2022 roku.

## Opis fabuły
Sarah Manning jest świadkiem samobójstwa łudząco do niej podobnej Beth Childs. Sara, znajdująca się w ciężkiej sytuacji życiowej, postanawia przejąć jej tożsamość i zawód  samobójczyni (detektyw policyjny). Wkrótce odkrywa, że jest jednym z klonów, którym grozi wielkie niebezpieczeństwo. Razem z przybranym bratem Felixem Dawkinsem oraz klonami Alison Hendrix i Cosimą Niehaus odkrywa swoje pochodzenie i naukowy ruch zwany Neolution. Członkowie tego ruchu wierzą, że byty ludzkie mogą używać wiedzy naukowej, by ukierunkować swoją ewolucję jako gatunku. Monitorują klony w celach naukowych. Baza instytucjonalna Neolucjonistów jest częścią dużej, wpływowej i bogatej korporacji The Dyad Institute, z którym współpracuje klon Rachel Duncan. W międzyczasie Sarah dowiaduje się, że jest poszukiwana przez policję i sekretną grupę religijną Proletarian. Oni z kolei pragną zabić wszystkie klony, ponieważ uważają je za wynaturzenia. Do tego celu wykorzystują Helenę – siostrę bliźniaczkę Sarah. Sytuacja jeszcze bardziej się komplikuje, gdy zewnętrzny świat dowiaduje się o istnieniu Kiry, córki głównej bohaterki.
Wątki fabularne skupiają się na ciągłej walce Sarah i jej córki z przeciwnościami losu, ale również dotyczą wysiłków każdego z klonów, by nadać sens swojemu pochodzeniu i życiu. Próba kontroli kreacji bytu ludzkiego staje się kluczem i dominującym tematem serialu.

## Bohaterowie

### Główne postaci
- Tatiana Maslany jako liczne klony, zapłodnione przez in vitro, urodzone w 1984 roku.
- Dylan Bruce jako Paul Dierden, były wojskowy, który zostaje monitorem Beth i odgrywa rolę jej chłopaka. Po odkryciu jej śmierci i tego, że Sarah się pod nią podszywa, postanawia chronić Sarah. Uniemożliwia mu to jednak Dyad na czele z Rachel. (sezony 1–4)
- Jordan Gavaris jako Felix „Fee” Dawkins, przybrany brat Sarah i jej powiernik. Określa się jako współczesny artysta, po zmroku zmienia swoją profesję – jest męską prostytutką.
- Kevin Hanchard jako detektyw Arthur „Art” Bell, policyjny partner Beth.
- Michael Mando jako Victor „Vic” Schmidt, diler narkotykowy i agresywny były chłopak Sarah. (sezon 1; gościnnie sezon 2)
- Maria Doyle Kennedy jako Siobhán Sadler, przybrana matka Sarah i Felixa, którą nazywają „pani S.”. Opiekuje się także córką Sarah, Kirą.
- Évelyne Brochu jako dr Delphine Cormier, monitor, dziewczyna i koleżanka po fachu Cosimy. (gościnnie sezon 1 i 4; główna rola sezony 2–3)
- Ari Millen jako liczne klony, zapłodnione przez in vitro. (gościnnie sezon 2; główna rola od sezonu 3.)
- Kristian Bruun jako Donnie Hendrix, mąż Alison. (gościnnie sezony 1–2; główna rola od sezonu 3.)
- Josh Vokey jako Scott Smith, współpracownik Cosimy z uniwersytetu w Minnesocie, który później dołącza do zespołu badawczego w Dyad. (gościnnie sezony 1–3; główna rola sezon 4)

### W pozostałych rolach
- Skyler Wexler jako Kira Manning, biologiczna córka Sarah i Cala. Jedyne dziecko poczęte przez klona.
- Inga Cadranel jako detektyw Angela „Angie” Deangelis, nowa partnerka Arta w policji, próbuje zdekonspirować istnienie klonów za plecami Arta. (serie 1–2, 4)
- Matt Frewer jako dr Aldous Leekie, jeden z wysoko-postawionych pracowników Dyadu i twarz ruchu neolucjonistów. (sezony 1–2, 4)
- Matthew Bennett jako Daniel Rosen, prawnik związany z Dyad i człowiek od brudnej roboty. Utrzymywał stosunki seksualne z Rachel, był też jej monitorem za jej zgodą. (sezony 1–2)
- Daniel Kash jako Tomas, odpowiedzialny za porwanie, trening i psychiczne znęcanie się nad Heleną. (sezony 1–2)
- Michiel Huisman jako Cal Morrison, jeden z byłych współpracowników Sarah i ojciec Kiry. (sezony 2–3)
- Michelle Forbes jako Marion Bowles, wysoka rangą pracownica Dyad, stojąca ponad Leekie i Rachel.
- Natalie Lisinska jako Aynsley Norris, sąsiadka Alison, którą Alison podejrzewa o bycie jej monitorem. (sezon 1)
- Peter Outerbridge jako Henrik „Hank” Johanssen, lider ruchu proletarian, chcąc zmienić podejście do nauki przymusowo zapładniający Helenę. (sezon 2)
- Zoé de Grand'Maison jako Grace „Gracie” Johanssen, córka Henrika i Bonnie, która buntuje się przeciwko ruchowi proletarian, do którego początkowo należy. Bierze ślub z Markiem po ucieczce od rodziny. (sezony 2–3)
- Andrew Gillies jako Ethan Duncan, adopcyjny ojciec Rachel Duncan i jeden z odpowiedzialnych za stworzenie klonów. (sezon 2)
- Amanda Brugel jako Marci Coates, kontrkandydatka Alison w wyborach do rady szkolnej. (sezon 3)
- Kyra Harper jako dr Virginia Coady, doktor wojskowa, która bada chorobę zabijającą męskie klony z projektu CASTOR i nielegalnie sterylizująca kobiety, by zebrać interesujące ją dane. (sezon 3)
- James Frain jako Ferdinand Chevalier, sprzątacz od brudnej roboty, który przechodzi na stronę Sarah by walczyć przeciwko neolucjonistom. Jeden z wykonawców akcji Helsinki. (sezony 3—4)
- Ksenia Solo jako Shay Davydov, uzdrowicielka holistyczna, która związuje się uczuciowo z Cosimą. (sezon 3)
- Justin Chatwin jako Jason Kellerman, były chłopak Alison z czasów liceum, diler narkotykowy i szef w biznesie Alison i Donniego. (sezon 3)
- Alison Steadman jako Kendall Malone, dawczyni materiału genetycznego do projektów LEDA i CASTOR. Matka biologiczna Siobhán i morderczyni jej męża. (sezony 3–4)
- Rosemary Dunsmore jako Susan Duncan, matka adopcyjna Rachel, naukowiec odpowiedzialna za stworzenie klonów. (sezony 3–4)
- Gord Rand jako detektyw Marty Duko, detektyw z posterunku Beth, reprezentant unii policyjnej w trakcie śledztwa w sprawie śmierci Maggie Chen. Neolucjonista. (sezon 4)
- Jessalyn Wanlim jako Evie Cho, podwładna doktora Leekie w Dyad Institute. Jest przewodniczącą korporacji BrightBorn, zajmującej się płodnością. (sezon 4)

### Znane klony
W ciągu pierwszego sezonu serialu wyjawiona zostaje tożsamość dziesięciu klonów różnych narodowości. Głównymi bohaterkami, wokół których kręci się akcja serialu to kolejno  Sarah Manning – przejmuje początkowo tożsamość Beth Childs, by ukraść jej oszczędności i rozwiązać własne problemy, jednak nieoczekiwanie odkrywa swoje pochodzenie. Ma siedmioletnią, biologiczną córkę Kirę, przybranego brata Felixa, siostrę bliźniaczkę Helenę i przybraną matkę Siobhan Sadler. Kolejny klon, Alison Hendrix, ma męża, dwójkę adoptowanych dzieci i pozornie idealne życie. Konserwatywna, poukładana, stawiająca rodzinę na pierwszym miejscu jest skłonna do emocjonalnej niestabilności, gdy tylko wychodzi ze swojej strefy komfortu. Cosima Niehaus jest doktorantką mikrobiologii, zaangażowaną w badania nad sobą oraz swoimi sklonowanymi siostrami. Cierpi na chorobę dróg oddechowych. Helena – siostra bliźniaczka Sarah, wychowywana w klasztorze na Ukrainie. Zupełnie zagubiona w kwestii wiary i moralności. Początkowo żyje w przekonaniu, że jej siostry to jedynie szatańskie sobowtóry i jej obowiązkiem jest pozbycie się ich. Jest lustrzanym odbiciem Sarah, jej organy zostały stworzone po przeciwnej stronie ciała, w tym serce, jest to rzadki ale niekiedy występujący przypadek u bliźniąt. Rachel Duncan – wychowana przez Neolutionistów po rzekomej śmierci jej adopcyjnych rodziców Ethana i Susan Duncan. Pracuje na wysokim stanowisku w Dyad Institute. Jako jedyna od początku zdawała sobie sprawę ze swojego pochodzenia. Pojawia się także postać Elizabeth „Beth” Childs, detektyw policyjnej, która popełnia samobójstwo, oraz cierpiąca na chorobę układu oddechowego Katja Obinger, która ginie z rąk Heleny. Wspomniane zostają także klony o imionach Janika Zingler, Aryanna Giordano i Danielle Fournier. Wszystkie trzy zostały zamordowane przez Helenę.
W finale sezonu pierwszego Cosima odkrywa, że każdy z klonów posiada indywidualny, syntetyczny odcinek DNA, zawierający indywidualny numer identyfikacyjny. Oprócz kodu w DNA zawarty jest napis Ten organizm oraz pochodny materiał genetyczny jest zastrzeżoną własnością intelektualną (THIS ORGANISM AND DERIVATIVE GENETIC MATERIAL IS RESTRICTED INTELLECTUAL PROPERTY) oraz numer seryjny patentu. Sarah otrzymuje zdjęcie, którego opis sugeruje, że projekt naukowy odpowiedzialny za stworzenie klonów nazywał się Projekt LEDA.
W sezonie drugim eksplorowane są losy kolejnych klonów. Pojawia się Jennifer, która umiera na tę samą chorobę okładu oddechowego, na którą cierpią Katja i Cosima. W odcinku ósmym pojawia się Tony, klon-transseksualista. W finale sezonu po raz pierwszy pojawia się Charlotte, ośmioletni klon z wadą kończyny dolnej. Pojawia się ponadto informacja, że istniał także bliźniaczy projekt odpowiedzialny był za stworzenie męskich klonów, prowadzony przez wojsko, nazwany Projekt CASTOR. Pojawiają się takie klony jak Mark, Rudy, Miller czy Seth. Wszystkie klony z tego projektu są świadome swego pochodzenia i były wychowywane razem w wojskowym otoczeniu. 
W trzecim sezonie pojawiają się kolejne klony z projektu CASTOR – klon o imieniu Parsons, który jest ofiarą nieludzkiego eksperymentu na mózgu. Sarah odkrywa także nieudaną próbę klonowania ze skradzionych próbek – klon o imieniu Abel zmarł w niemowlęctwie. W pierwszym odcinku sezonu trzeciego zostało wyjawione, że w 2006 roku sześć świadomych swego istnienia klonów z projektu LEDA zostało zlikwidowanych w rejonie Helsinek. Pojawia się także nieświadomy niczego klon o imieniu Krystal Goderitch, która pracuje jako manikiurzystka. W ósmym odcinku zostaje wspomniany klon z Polski, który również umarł na chorobę układu oddechowego. W trzecim odcinku trzeciego sezonu pojawia się informacja, że oryginalne próbki do obu projektów pochodzą od genetycznego rodzeństwa. Co więcej, w dziewiątym odcinku trzeciego sezonu okazuje się, że dawcą materiału genetycznego była Kendall Malone, która jest ludzką chimerą i matką Siobhan Sadler.
W sierpniu 2015 roku, w zakończeniu serii komiksowej związanej z serialem, zostaje przedstawiony kolejny świadomy klon: Veera Suominen, niedoszła ofiara z akcji Helsinki. W czwartym sezonie serialu pojawia się tajemniczy klon o pseudonimie M.K., który nosi maskę owcy. Wkrótce zostaje potwierdzone, że klonem tym jest Veera Suominen, która szuka zemsty na Ferdinandzie Chevalier, za zamordowanie Niki Lintuli, jej klona i przyjaciółki. W czwartym sezonie pojawia się także kolejny klon z projektu CASTOR, Ira, który w przeciwieństwie do swych braci został wychowany w innym środowisku.

## Spis odcinków
| Sezon | Sezon | Odcinki | Oryginalna emisja (Space) | Oryginalna emisja (Space) |
| Sezon | Sezon | Odcinki | Premiera sezonu           | Finał sezonu              |
| ----- | ----- | ------- | ------------------------- | ------------------------- |
|       | 1     | 10      | 30 marca 2013             | 1 czerwca 2013            |
|       | 2     | 10      | 19 kwietnia 2014          | 21 czerwca 2014           |
|       | 3     | 10      | 18 kwietnia 2015          | 20 czerwca 2015           |
|       | 4     | 10      | 14 kwietnia 2016          | 16 czerwca 2016           |
|       | 5     | 10      | 10 czerwca 2017           | 12 sierpnia 2017          |